# Housesitter (2007)
Housesitter är en amerikansk thriller från 2007 gjord för TV med Tori Spelling och hennes man Dean McDermott i huvudrollerna.

## Handling
Elise (Tori Spelling) är en konstnär som har dåligt med pengar, en dag ser hon en annons om att man kan tjäna stora pengar på att vakta ett hus i Kalifornien åt en man som ska på en affärsresa under en vecka. Elise får jobbet men efter att ha kommit till huset inser hon snart att mannen som äger huset har hemligheter, Elise får kontakt med en elektriker (Dean McDermott) och låter honom stanna över natten trots att hon lovat husägaren att inte släppa in någon.
På morgonen när de båda vaknar och Elise tittar ut igenom fönstret är mannen som hon vaktar huset åt på väg in på parkeringen. Hon får panik och slänger ut elektrikern genom en annan dörr.
Husägaren berättar att han bara var tvungen att återvända för att hämta några saker, han åker därifrån och något senare hittar Elise någonting skrämmande i huset och ringer sina tre vänner och de bestämmer sig för att åka till huset och hålla henne sällskap. När en efter en av hennes vänner hittas döda är frågan om det är den konstiga husägaren eller elektrikern som är mördaren, snart är Elise i livsfara.

## Om filmen
Filmen är inspelad i Almonte och Ottawa. Den hade världspremiär i Sverige den 11 februari 2007.

## Rollista
- Tori Spelling - Elise
- Dean McDermott - Phil
- Jonathan Higgins - Frank
- James A. Woods - Randy
- Mariah Inger - Kathy
- Jamieson Boulanger - Gerry
- Jonathan Koensgen - Frank som tonåring
- Victor Cornfoot - Polis
- Stephanie Bauder - Charmaine
- Andreas Apergis - Mr. Swann
- Sherry Thurig - Konstmecenat på konstgalan (ej krediterad)